# Ungerns damlandslag i basket

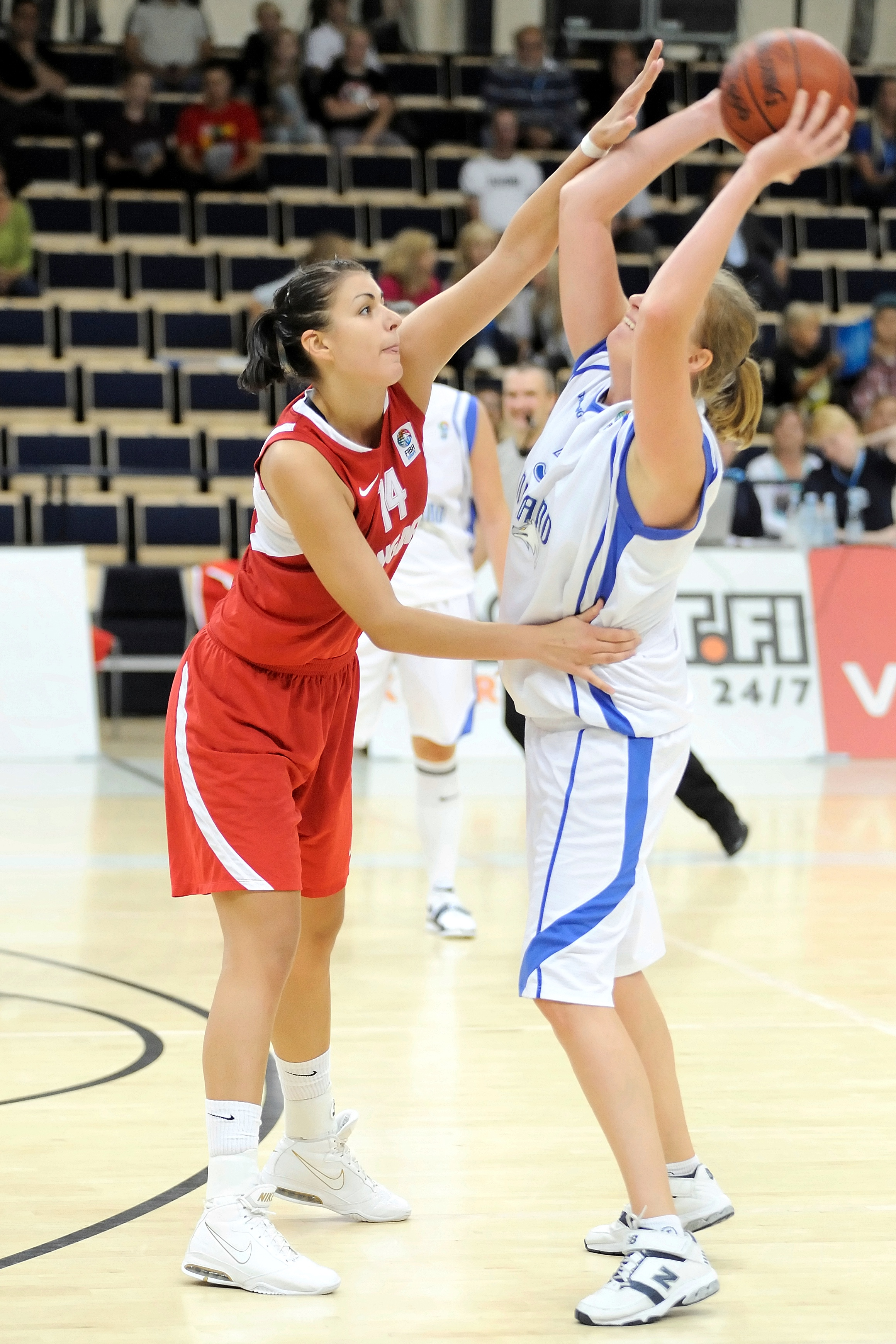
Ungerns Tijana Krivačević kämpar för att komma åt bollen i en match mot Finland i augusti 2010.

Ungerns damlandslag i basket (ungerska: Magyar női kosárlabda-válogatott) representerar Ungern i basket på damsidan. Laget tog silver i Europamästerskapet 1950  och 1956  samt brons 1952 , 1983 , 1985 , 1987  och 1991.

### Fotnoter
1. ↑  Todor Krastev (19 mars 1950). ”Women Basketball II European Championship 1950 Budapest (HUN) - 14-20.05 Winner Soviet Union” (på engelska). Sport Statistics. Arkiverad från originalet den 3 juli 2015. https://web.archive.org/web/20150703185316/http://todor66.com/basketball/Europe/Women_1950.html. Läst 16 juni 2015.
2. ↑  Todor Krastev (19 mars 1956). ”Women Basketball V European Championship 1956 Prague (TCH) - 02-10.06 Winner Soviet Union” (på engelska). Sport Statistics. http://todor66.com/basketball/Europe/Women_1956.html. Läst 16 juni 2015.
3. ↑  Todor Krastev (19 mars 1952). ”Women Basketball III European Championship 1952 Moskva (URS) - 18-25.05 Winner Soviet Union” (på engelska). Sport Statistics. Arkiverad från originalet den 28 maj 2012. https://web.archive.org/web/20120528084402/http://todor66.com/basketball/Europe/Women_1952.html. Läst 16 juni 2015.
4. ↑  Todor Krastev (19 mars 1983). ”Women Basketball European Championship 1983 Hungary - 11-18.09 Winner Soviet Union” (på engelska). Sport Statistics. http://todor66.com/basketball/Europe/Women_1983.html. Läst 16 juni 2015.
5. ↑  Todor Krastev (19 mars 1985). ”Women Basketball European Championship 1985 Italy - 08-15.09 Winner Soviet Union” (på engelska). Sport Statistics. http://todor66.com/basketball/Europe/Women_1985.html. Läst 16 juni 2015.
6. ↑  Todor Krastev (19 mars 1987). ”Women Basketball European Championship 1987 Spain - 04-11.09 Winner Soviet Union” (på engelska). Sport Statistics. Arkiverad från originalet den 24 maj 2012. https://web.archive.org/web/20120524142332/http://todor66.com/basketball/Europe/Women_1987.html. Läst 16 juni 2015.
7. ↑  Todor Krastev (19 mars 1991). ”Women Basketball European Championship 1991 Tel Aviv (ISR) - 12-17.06 Winner Soviet Union” (på engelska). Sport Statistics. Arkiverad från originalet den 28 maj 2012. https://web.archive.org/web/20120528084632/http://todor66.com/basketball/Europe/Women_1991.html. Läst 16 juni 2015.